# Marian Busk
Marian Busk, geb. Balfour (* 1861 in Großbritannien; † 31. März 1941 Checkendon, Oxfordshire in Großbritannien) war eine britische Botanikerin und Frauenrechtlerin.

## Werdegang
Marian Busk war die Tochter des Seidenhändlers Lewis Balfour. Nach privaten Studien in den Disziplinen Botanik und Chemie setzte sie diese 1879 in London am Queen’s College fort. Im Jahr 1883 wurde ihr der Bachelor of Science verliehen. Nach einigen Jahren Pause setzte sie ihre Studien am Queen’s College fort. Im Anschluss assistierte sie Francis Wall Oliver im Zusammenhang mit der Übersetzung von Kerners Pflanzenleben. 1894 wurde diese Arbeit unter dem Titel Natural History of Plants veröffentlicht. In Anerkennung ihrer wissenschaftlichen Leistung wurde Marian Busk am 5. April 1905 zum Mitglied der Linnean Society erwählt.
Marian Busk setzte sich aktiv für das Frauenwahlrecht ein. Sie bekleidete das Amt der Schatzmeisterin der University of London Graduate Women's Suffrage Society.
Im Jahre 1880 heiratete sie Edward Henry Busk, der als einziges Kind aus der Ehe des Juralehrers und Ritters Henry William und Mary Anne Busk hervorging.